# Tetramorium pusillum
Tetramorium pusillum är en myrart som beskrevs av Carlo Emery 1895. Tetramorium pusillum ingår i släktet Tetramorium och familjen myror. Inga underarter finns listade i Catalogue of Life.